# Nekrolog 1939
Nekrolog
◄◄
| ◄
| 1935
| 1936
| 1937
| 1938
| 1939 | 1940 | 1941 | 1942 | 1943 | ► | ►►
1. Quartal |
2. Quartal |
3. Quartal |
4. Quartal 
Weitere Ereignisse | Allgemeiner Nekrolog 1939
Die Beschreibung der verstorbenen Person sollte so kurz wie möglich gehalten sein und nur deren signifikante Tätigkeit(en) enthalten.
Neue Namen ggf. auch unter dem Geburts- und Sterbedatum, also etwa unter 1. Januar und im Geburts- und Sterbejahr (2024) eintragen (nur bei entsprechender großer Wichtigkeit). Für Beispiele siehe die schon vorhandenen Artikel.
Außerdem über die fünf zuletzt Verstorbenen, zu denen es einen ausreichend guten Artikel für eine Präsentation auf der Hauptseite gibt, nach der todesbedingten Überarbeitung der Artikel ggf. auch unter Wikipedia Diskussion:Hauptseite informieren und sie am besten auch in den anderen Wikipedia-Sprachversionen eintragen. Tipp: Regelmäßig bei news.google.de nach „ist tot“, „gestorben“ oder „verstorben“ suchen.
Wenn eine Person gestorben ist, gibt es viele Seiten zu dieser Person in der Wikipedia, die davon auch betroffen sind und entsprechend aktualisiert werden müssen. Beispiele: Namenübersichtsseite, Geburtsjahr, Geburtsort-Seiten und viele mehr.
Wie finde ich die betroffenen Seiten?
Im Suchfeld auf der linken Seite gibt man den Suchbegriff so ein: „Vorname Nachname“. Dann klickt man auf Volltext und alle Seiten mit entsprechendem Suchtext werden aufgerufen. Hier sieht man dann schnell, wo auch das Todesjahr Sinn macht oder sogar ein Teil des Artikels angepasst werden muss. Auch hilft das „Werkzeug“ auf der linken Seite sehr gut, um solche Seiten aufzufinden: „Links auf diese Seite“. Somit ist die Wikipedia wieder aktuell in allen Bereichen! Hinweis: bei Eintragung der Kategorie „Gestorben JAHR“ wird der Missbrauchsfilter 49 ausgelöst, was jedoch nicht schlimm ist. Siehe: Spezial:Missbrauchsfilter/49
Dies ist eine Liste von im Jahr 1939 verstorbenen bekannten Persönlichkeiten. Die Einträge erfolgen innerhalb der einzelnen Daten alphabetisch sortiert. Tiere sind im Nekrolog für Tiere zu finden.
Die Liste ist nach Quartalen aufgeteilt:
- Nekrolog 1. Quartal 1939: Januar, Februar und März
- Nekrolog 2. Quartal 1939: April, Mai und Juni
- Nekrolog 3. Quartal 1939: Juli, August und September
- Nekrolog 4. Quartal 1939: Oktober, November und Dezember

## Datum unbekannt
| Tag            | Name                              | Beruf, bekannt als                                                                                  | Alter | Beleg |
| -------------- | --------------------------------- | --------------------------------------------------------------------------------------------------- | ----- | ----- |
|                | Muhammad Ali al-Abid              | osmanischer und syrischer Politiker                                                                 |       |       |
| 8. September ? | Julius Aßmann                     | deutscher Politiker der DVP                                                                         |       |       |
|                | William Attrill                   | britischer Cricket- und Fußballspieler                                                              |       |       |
|                | Max Hermann Baege                 | Pädagoge, Schulreformer und Hochschullehrer                                                         |       |       |
|                | Bertha Bagge                      | deutsche Malerin und Radiererin                                                                     |       |       |
|                | Pelham A. Barrows                 | US-amerikanischer Politiker                                                                         |       |       |
|                | Agatha Bârsescu                   | rumänische Theaterschauspielerin, Sängerin und Stummfilmschauspielerin                              |       |       |
|                | Fred Beardsley                    | englischer Fußballspieler                                                                           |       |       |
|                | Otto Berg                         | deutscher Chemiker                                                                                  |       |       |
|                | Katarina Beskow                   | schwedische Schachspielerin                                                                         |       |       |
|                | Klara Bornett                     | österreichische Wasserspringerin                                                                    |       |       |
|                | Emil Braemer                      | deutscher Verwaltungsbeamter und Parlamentarier                                                     |       |       |
|                | Domingo Brescia                   | italienischer Komponist und Musikpädagoge                                                           |       |       |
|                | John Butt                         | britischer Sportschütze                                                                             |       |       |
|                | Ivan Fedorovich Choultsé          | russischer Maler                                                                                    |       |       |
|                | Arthur Philemon Coleman           | kanadischer Geologe                                                                                 |       |       |
|                | János Csonka                      | ungarischer Erfinder                                                                                |       |       |
|                | Israel Davidson                   | US-amerikanischer Schriftsteller und Verleger                                                       |       |       |
|                | Achille Delaere                   | belgisch-kanadischer römisch-katholischer Geistlicher                                               |       |       |
|                | Paul Dienst                       | deutscher Geologe und Paläontologe                                                                  |       |       |
|                | Adelaide Ditzen                   | deutsche Übersetzerin                                                                               |       |       |
|                | Nawaandordschiin Dschadambaa      | mongolischer Politiker, erstes republikanisches Staatsoberhaupt der Mongolei                        |       |       |
|                | Charles Eastman                   | indianischer Arzt und Schriftsteller                                                                |       |       |
|                | Johann Effert                     | christlicher Gewerkschafter                                                                         |       |       |
|                | Emile Beaumont Baron d’Erlanger   | französischer Bankier                                                                               |       |       |
|                | Hermine Esinger                   | österreichische Pianistin                                                                           |       |       |
|                | Abdol Hossein Mirza Farmanfarma   | Politiker, Gouverneur, Ministerpräsident des Iran                                                   |       |       |
|                | Ferzende                          | kurdischer Stammesführer und Rebell                                                                 |       |       |
|                | Benno Filser                      | deutscher Verleger und Inhaber des Benno Filser Verlags                                             |       |       |
|                | Gustav Fischer                    | deutscher Fabrikant                                                                                 |       |       |
|                | John Foulds                       | englischer Komponist                                                                                |       |       |
|                | Hugo Ganske                       | deutscher Schriftsteller                                                                            |       |       |
|                | Phyllis Gardner                   | englische Künstlerin und Autorin, Geliebte von Rupert Brooke                                        |       |       |
|                | Lotte Garnich                     | deutsche Politikerin (DVP), MdL                                                                     |       |       |
|                | Reinhold Geheeb                   | deutscher Romanist und Redakteur des Simplicissimus                                                 |       |       |
|                | Hans Geisow                       | deutscher Publizist und Sportfunktionär                                                             |       |       |
|                | Otto Geleng                       | deutscher Maler                                                                                     |       |       |
|                | Michail Prokofjewitsch Gerassimow | russischer Schriftsteller                                                                           |       |       |
|                | Marie Gerbrandt                   | deutsche Schriftstellerin                                                                           |       |       |
|                | Angelos Giallinas                 | griechischer Aquarellmaler                                                                          |       |       |
|                | Walther Graef                     | deutscher Verleger und Politiker (DNVP), MdL                                                        |       |       |
|                | Hans Grässel                      | deutscher Architekt und Baubeamter                                                                  |       |       |
|                | Theodor Haas                      | deutscher Gymnasialprofessor, Philologe und Historiker                                              |       |       |
|                | Agnes Harder                      | deutsche Schriftstellerin                                                                           |       |       |
|                | Eduard Hartung                    | deutscher Landschaftsmaler und Impressionist                                                        |       |       |
|                | Cuthbert Eden Heath               | britischer Versicherungsmanager                                                                     |       |       |
|                | Karol Hiller                      | polnischer Maler, Grafiker und Lichtbildner                                                         |       |       |
|                | Franz Paul Hoferer                | deutscher Arzt, königlich bayerischer Hofrat und Leibarzt der Wittelsbacher                         |       |       |
|                | Emil Huber-Stockar                | Schweizer Unternehmer und Eisenbahnpionier                                                          |       |       |
|                | Max Hummel                        | deutscher Architekt und Hochschullehrer                                                             |       |       |
|                | Charlie Irvis                     | US-amerikanischer Jazz-Posaunist                                                                    |       |       |
|                | Daniel Jacobson                   | dänischer Psychiater und Nervenarzt                                                                 |       |       |
|                | Margaret Johnson                  | US-amerikanische Jazzmusikerin                                                                      |       |       |
|                | Kurt Klimmeck                     | deutscher Tiermediziner, Oberregierungsrat und Fachbuchautor                                        |       |       |
|                | Paul Koetschau                    | deutscher Klassischer Philologe und Gymnasialdirektor                                               |       |       |
|                | Paul Kratz                        | deutscher Bergbeamter und Manager des deutschen Steinkohlenbergbaus                                 |       |       |
|                | Ernst Tristan Kurtzahn            | Schiffbau-Ingenieur, Lehrer, Freimaurer bei der Johannis-Loge „Boanerges zur Bruderliebe“           |       |       |
|                | Gustav Lahusen                    | Kaufmann und Unternehmer                                                                            |       |       |
|                | Charles François Laurent          | französischer Diplomat                                                                              |       |       |
|                | Kurt Libesny                      | österreichischer Maler, Radierer, Gebrauchsgrafiker und Plakatkünstler                              | 46    |       |
|                | Wilhelm Liebermann von Wahlendorf | deutsch-jüdischer Chemiker und Unternehmer                                                          |       |       |
|                | Per Linér                         | schwedischer Maler                                                                                  |       |       |
|                | Ludwig Lippert                    | dänischer Fotograf, Kameramann und Regisseur beim heimischen und deutschen Stummfilm der 20er Jahre |       |       |
|                | Georg Mahl                        | deutscher Verwaltungsbeamter                                                                        |       |       |
|                | Maximilian Mayer                  | deutscher Klassischer Archäologe                                                                    |       |       |
| September      | Ernst Meister                     | deutscher Geologe                                                                                   |       |       |
|                | Frieda Menshausen-Labriola        | deutsche Malerin                                                                                    |       |       |
|                | Otto Meyer                        | deutscher Bauingenieur und Manager der Bauindustrie                                                 |       |       |
|                | Antoni Millàs i Figuerola         | spanischer Architekt des katalanischen Modernismus                                                  |       |       |
|                | Xenofon Moschou                   | griechischer evangelischer Pastor und Gemeindegründer                                               |       |       |
|                | Carl Oberbach                     | deutscher Heimatchronist                                                                            |       |       |
|                | Ricardo de Orueta                 | spanischer Kunstkritiker und Kunsthistoriker                                                        |       |       |
|                | Ettore Pais                       | italienischer Althistoriker und Klassischer Archäologe                                              |       |       |
|                | Georges Parcq                     | französischer Architekt                                                                             |       |       |
|                | André Parmentier                  | französischer Sportschütze                                                                          |       |       |
|                | Carlo Fabrizio Paróna             | italienischer Geologe und Paläontologe                                                              |       |       |
|                | Hulusi Salih Pascha               | osmanischer Staatsmann, Großwesir und Diplomat                                                      |       |       |
|                | Peter Patton                      | britischer Eishockeyspieler und -funktionär                                                         |       |       |
|                | Carl Olof Petersen                | schwedischer Graphiker                                                                              |       |       |
|                | Curt Piorkowski                   | deutscher Psychologe                                                                                |       |       |
|                | Carl Proebst                      | deutscher Manager der Brauindustrie                                                                 |       |       |
|                | Karl Purgold                      | deutscher Kunsthistoriker und Museumkurator                                                         |       |       |
|                | Hans-Henning von Quast            | deutscher Rittergutsbesitzer und Politiker                                                          |       |       |
|                | Karl Radek                        | Politiker und Journalist                                                                            |       |       |
|                | Otto Rahn                         | deutscher Schriftsteller, Mediävist und Ariosoph                                                    |       |       |
|                | Emmanuel Rault                    | französischer Glasmaler                                                                             |       |       |
|                | Ernst von der Recke               | deutscher Verwaltungsbeamter                                                                        |       |       |
|                | Rudolf Reschreiter                | deutscher Maler                                                                                     |       |       |
|                | Lorenz M. Rheude                  | deutscher Grafiker, Kunstmaler und Heraldiker                                                       |       |       |
|                | Ludwig Rhumbler                   | deutscher Zoologe, Forstwissenschaftler und Hochschullehrer                                         |       |       |
|                | Paul Richter                      | Reichsanwalt und Senatspräsident beim Reichsgericht                                                 |       |       |
|                | Alexander Heinrich Rietzschel     | deutscher Kamerakonstrukteur                                                                        |       |       |
|                | John Robichaux                    | US-amerikanischer Jazz-Bandleader                                                                   |       |       |
|                | Heinrich Robolski                 | deutscher Jurist, Präsident des Kaiserlichen Patentamts                                             |       |       |
|                | Oskar Adolf von Rosenberg         | österreichischer Bankier und Unternehmer                                                            |       |       |
|                | Sahag II.                         | Katholikos des Großen Hauses von Kilikien der Armenischen Apostolischen Kirche                      |       |       |
|                | Heinrich Samter                   | deutscher Astronom und Lehrer                                                                       |       |       |
|                | Mardsan Scharaw                   | mongolischer Maler                                                                                  |       |       |
|                | Ernst August Scherling            | Geschäftsführer der Grosseinkaufs-Gesellschaft Deutscher Consumvereine                              |       |       |
|                | Max von Schmaedel                 | deutscher Porträt- und Genremaler                                                                   |       |       |
|                | Theodor Schnitzer                 | deutscher Maler                                                                                     |       |       |
|                | Richard Scholz                    | deutscher Maler und Illustrator                                                                     |       |       |
|                | Jakow Chajim Sofer                | charedischer Rabbiner und Posek                                                                     |       |       |
|                | Constantin Starck                 | deutscher Bildhauer und Medailleur                                                                  |       |       |
|                | Ferdinand Stemmler                | deutscher Arzt und Politiker (Zentrum), MdL                                                         |       |       |
|                | Mary Quinn Sullivan               | US-amerikanische Kunstlehrerin, Kunstsammlerin und Galeristin                                       |       |       |
|                | Helena Swanwick                   | britische Feministin und Pazifistin                                                                 |       |       |
|                | Jakow Tejtel                      | russischer Jurist und Richter                                                                       |       |       |
|                | Karol Tichy                       | polnischer Maler                                                                                    |       |       |
|                | Wilhelm Thiele                    | preußischer Maler                                                                                   | 67    |       |
|                | Georg Tramer                      | österreichischer Kunstpfeifer                                                                       |       |       |
|                | Regine Ulmann                     | österreichische Redakteurin und Schuldirektorin                                                     |       |       |
|                | Friedrich Adolf Voigt             | deutscher Altphilologe und Gymnasiallehrer                                                          |       |       |
|                | Louis-Edouard Vuillermoz          | französischer Hornist und Musikpädagoge                                                             |       |       |
|                | Fritz Waerndorfer                 | österreichischer Kunstmäzen                                                                         |       |       |
|                | Ludolf Weidemann                  | deutscher evangelisch-lutherischer Theologe und Schriftsteller                                      |       |       |
|                | Paul Weitz                        | deutscher Journalist                                                                                |       |       |
|                | Otto Westphal                     | deutscher Staatsbeamter                                                                             |       |       |
|                | Willem Abraham Wijthoff           | niederländischer Mathematiker                                                                       |       |       |
|                | Ernest Vincent Wright             | amerikanischer Schriftsteller                                                                       |       |       |
|                | Aristoteles Zachos                | griechischer Architekt und Stadtplaner (Mazedonien)                                                 |       |       |